# Changed the Way You Kiss Me
Changed the Way You Kiss Me – singel brytyjskiego piosenkarza Example’a z jego trzeciego albumu studyjnego zatytułowanego Playing in the Shadows. Piosenka została wyprodukowana przez znanego producenta Michaela Woodsa, dzięki czemu piosenka została dobrze odebrana i zajęła pierwsze miejsce na liście przebojów w Wielkiej Brytanii. 

## Teledysk
Teledysk został przesłany do serwisu YouTube 21 kwietnia 2011 r. o łącznej długości trzech minut i piętnastu sekund. Teledysk przedstawia prawdziwych fanów Example bawiących się z nim na koncercie w klubie Ministry of Sound w Londynie.

## Pozycje na listach przebojów
Singiel "Changed the Way You Kiss Me" odniósł wielki sukces w Wielkiej Brytanii debiutując 18 czerwca 2011 roku w zestawienia UK Singles Chart na pierwszym miejscu, gdzie utrzymywał się przez dwa tygodnie. W pierwszym tygodniu sprzedano łącznie 115 000 kopii. Ponadto piosenka pojawiła się w notowaniach list przebojów w ok. trzynastu krajach, co było jak do tej pory jego największym sukcesem.

## Notowania

### Listy przebojów
| Lista (2011)                        | Najwyższa pozycja |
| ----------------------------------- | ----------------- |
| Australia (ARIA)                    | 16                |
| Australia (ARIA Dance)              | 4                 |
| Austria (Ö3 Austria Top 40)         | 33                |
| Belgia (Ultratop 50 Flandria)       | 37                |
| Belgia (Ultratop 40 Wallonia)       | 30                |
| Dania (Tracklisten)                 | 16                |
| Finlandia (Suomen virallinen lista) | 15                |
| Francja (SNEP)                      | 37                |
| Niemcy (Media Control Charts)       | 8                 |
| Nowa Zelandia (RIANZ)               | 12                |
| Polska (Dance Top 50)               | 35                |
| Szkocja (OCC)                       | 1                 |
| Szwajcaria (Schweizer Hitparade)    | 22                |
| UK Dance Chart                      | 1                 |
| UK Indie Chart                      | 1                 |
| UK Singles Chart                    | 1                 |
| Węgry (Dance Top 40)                | 32                |